# لوز کورپوریشن
لوز کورپوریشن (انگلیسی: Loews Corporation) شرکت خوشه‌ای آمریکایی است.